# جلوخزنده‌واران
جلوخزنده‌واران (نام علمی: Metoposauroidea) نام یک بالاخانواده از راسته بریده‌مهرگان است.